# Ven Te Chow
Ven Te Chow (Hangchow, 14 de agosto de 1919 - 30 de julho de 1981) foi um professor no departamento de Engenharia Civil da Universidade de Illinois desde 1951 a 1981. Ganhou proeminência Internacional nos campos da Hidrologia e Hidráulica. Formou-se em Engenharia Civil em 1940 na Universidade de Chaio Tung em Xangai (China), passou vários anos na China a leccionar. Em 1948 foi para a Pennsylvania State University (Estados Unidos da América) onde obteve o Mestrado. Em 1950 Doutorou-se pela University of Illinois (Estados Unidos da América).
Obteve quatro doutoramentos Honoris Causa, incluindo outros prémios e honras, inclusivamente o de membro do National Academy of Engineering. .
Foi fundador do International Water Resources Association , o qual foi o principal fundador e primeiro presidente. 
No Brasil, atuou como consultor de Hidrologia das obras da Barragem de Tucuruí, incluindo o vertedouro.

## Algumas obras de Ven Te Chow
- Teoria das Estruturas (em chinês) com a idade de 27 anos;
- Open Channel Hydraulics (1959);
- Handbook of Applied Hydrology (1964), como Editor Chefe.

## Fonte
- Chow, V. T. ; Maidment, D. R.; Mays, L. W. (1988), Applied Hydrology, McGraw-Hill International editions,